# Église Saint-Martin de Molliens-Dreuil
L'église Saint-Martin est une église située à l'ouest d'Amiens, sur le territoire de la commune de Molliens-Dreuil (département de la Somme), en France.

## Historique
L'église Saint-Martin actuelle date du XVIIIe siècle.

## Caractéristiques

### Extérieur
L'édifice est construit en pierre selon un plan basilical traditionnel avec chœur et nef à deux bas-côtés, sans transept. Le clocher-porche est coiffé d'une toiture d'ardoise en pyramide. Le chœur est plus étroit que la nef avec un chevet polygonal. Les murs de la nef et du chœur sont soutenus par des contreforts. Les fenêtres sont de style gothique.

### Intérieur
L'église conserve un ensemble d'œuvres protégées en tant que monuments historiques, au titre d'objets :
du XVe siècle,
- un bas-relief en bois polychrome représentant le Christ aux limbes ;
- un groupe sculpté en pierre polychrome représentant saint Michel terrassant le dragon ;

du XVIe siècle,
- une statue de saint évêque en bois polychrome ;
- une statue de saint Antoine et son cochon en bois polychrome ;
- trois statues de poutre de gloire en bois polychrome représentant le Christ en croix, la Vierge et saint Jean évangéliste ;
- une statue de saint Martin en tenue d'évêque en pierre polychrome ;
- une statue de sainte Véronique en pierre polychrome ;
- un bas-relief en bois polychrome représentant la Visitation ;
- une statue de la Vierge à l'Enfant en pierre polychrome ;
- une statue de Vierge de calvaire en bois polychrome ;
- une statue de saint Martin, en bois polychrome ;
- une statue de saint abbé en pierre ;
- une statue de sainte Cécile en bois polychrome ;
- une statue de saint Jacques le Majeur en bois polychrome ;
- une statue de sainte Catherine en bois polychrome ;

de la fin XVI-début XVIIe siècle :
- un Ecce Homo, en bois polychrome[3] ;
- une statue de la Vierge de l'Annonciation en bois polychrome ;
- une statue de sainte Barbe en bois polychrome ;
- un groupe sculpté en bois polychrome représentant: sainte Anne, la Vierge et l'Enfant Jésus ;

du XVIIe siècle,
- un buste de saint Martin en bois polychrome ;
- une statue du Christ ressuscité, en bois polychrome ;
- un groupe sculpté en bois polychrome représentant la Trinité ;
- une statue de saint Nicolas en bois polychrome ;
- une statue de sainte Cécile en bois polychrome ;
- un bas-relief en bois polychrome représentant, la Vierge à l'Enfant entourée de saint Dominique et de sainte Catherine de Sienne ;
- une statue de sainte martyre en bois polychrome ;
- une statue de saint Martin, en bois polychrome ;
- deux hauts-reliefs représentant des têtes d'angelots, en bois doré ;
- deux statues d'angelots en bois polychrome ;
- un autel latéral avec retable et tabernacle en bois polychrome
- deux tableaux sur toile représentant le Sacrifice d'Isaac et un sujet non identifié (XVIIe ou XIXe siècle) ;

du XVIIIe siècle,
- un fauteuil de style Louis XVI ;
- un chandelier pascal en bois ;
- une chaire à prêcher en bois polychrome ;

du XIXe siècle,
- trois lustres en laiton et verre soufflé et moulé

Les fonts baptismaux sont en marbre. 
L'orgue de tribune  (56 notes et pédalier de 20 notes) a été construit en 1878 par Paul Deldine, la tuyauterie par Henri Zimmermann.